# Windpark Willempolder
Windpark Willempolder is een windmolenpark met vijf windturbines van elk 2,3 megawatt op het eiland Sint Philipsland in de gemeente Tholen in de Nederlandse provincie Zeeland. Het park is in 2011 operationeel geworden.
De opgewekte energie wordt met een 10 kV AC grondkabel naar het Trafostation 50 kV Oosterland getransporteerd (over een afstand van ruim 6 km).